# Світлодолинська сільська рада (Саратський район)
Світлодоли́нська сільська́ ра́да — колишняадміністративно-територіальна одиниця та орган місцевого самоврядування в Саратському районі Одеської області. Адміністративний центр — село Світлодолинське.

## Загальні відомості
Світлодолинська сільська рада утворена в 1946 році.
- Територія ради: 77,17 км²
- Населення ради: 1 034 особи (станом на 2001 рік)
- Територією ради протікає річка Чилігідер

## Населені пункти
Сільській раді підпорядковані населені пункти:
- с. Світлодолинське

## Населення
Згідно з переписом УРСР 1989 року чисельність наявного населення сільської ради становила 1118 осіб, з яких 517 чоловіків та 601 жінка.
За переписом населення України 2001 року в сільській раді мешкало 1027 осіб.

### Мова
Розподіл населення за рідною мовою за даними перепису 2001 року:
| Мова       | Відсоток |
| ---------- | -------- |
| українська | 71,37 %  |
| російська  | 21,37 %  |
| молдовська | 3,97 %   |
| гагаузька  | 1,74 %   |
| болгарська | 1,26 %   |
| білоруська | 0,10 %   |
| німецька   | 0,10 %   |

## Склад ради
Рада складається з 14 депутатів та голови.
- Голова ради: Проданов Володимир Протасович
- Секретар ради: Бот Олена Генадіївна

### Керівний склад попередніх скликань
| Прізвище, ім'я, по батькові   | Основні відомості                                                         | Дата обрання | Дата звільнення |
| ----------------------------- | ------------------------------------------------------------------------- | ------------ | --------------- |
| Проданов Володимир Протасович | Сільський голова, 1955 року народження, освіта вища, безпартійний         | 26.03.2006   | 31.10.2010      |
| Проданов Володимир Протасович | Сільський голова, 1955 року народження, освіта вища, член Партії регіонів | 31.10.2010   |                 |

Примітка: таблиця складена за даними сайту Верховної Ради України

### Депутати
За результатами місцевих виборів 2010 року депутатами ради стали:

#### За суб'єктами висування
| Суб'єкт висування                                       | Кількість обраних депутатів | %    |
| ------------------------------------------------------- | --------------------------- | ---- |
| Партія регіонів                                         | 7                           | 50   |
| Самовисування                                           | 3                           | 21,4 |
| Соціалістична партія України                            | 2                           | 14,3 |
| Політична партія Всеукраїнське об'єднання «Батьківщина» | 1                           | 7,1  |
| Політична партія «Сильна Україна»                       | 1                           | 7,1  |

#### За округами
| № округу                                                | Прізвище, ім'я, по батькові     | Дата визнання обраним | Освіта             | Партійна приналежність                        | Відомості про обраного депутата                           |
| ------------------------------------------------------- | ------------------------------- | --------------------- | ------------------ | --------------------------------------------- | --------------------------------------------------------- |
| Партія регіонів                                         |                                 |                       |                    |                                               |                                                           |
| 1                                                       | Бот Олена Геннадіївна           | 01.11.2010            | середня спеціальна | член Партії регіонів                          | сільська рада, секретар                                   |
| 2                                                       | Онищук Наталя Володимирівна     | 01.11.2010            | середня спеціальна | член Партії регіонів                          | сільська рада, землевпорядник                             |
| 5                                                       | Оснач Лариса Анатоліївна        | 01.11.2010            | середня спеціальна | член Партії регіонів                          | сільська рада, бухгалтер                                  |
| 6                                                       | Лещук Любов Михайлівна          | 01.11.2010            | середня спеціальна | член Партії регіонів                          | фермерське господарство «Балкани», бухгалтер              |
| 11                                                      | Станкова Тетяна Іванівна        | 01.11.2010            | середня            | член Партії регіонів                          | фермерське господарство «Балкани», бухгалтер              |
| 12                                                      | Колісник Валентина Василівна    | 01.11.2010            | середня спеціальна | член Партії регіонів                          | сільська рада, начальник військово-облікового столу       |
| 14                                                      | Волкова Віра Василівна          | 01.11.2010            | середня спеціальна | член Партії регіонів                          | фермерське господарство «Балкани», бухгалтер              |
| Політична партія Всеукраїнське об'єднання «Батьківщина» |                                 |                       |                    |                                               |                                                           |
| 7                                                       | Пономар Алла Василівна          | 01.11.2010            | середня спеціальна | член Всеукраїнського об'єднання «Батьківщина» | пошта, завідувач                                          |
| Політична партія «Сильна Україна»                       |                                 |                       |                    |                                               |                                                           |
| 13                                                      | Гойчев Микола Степанович        | 01.11.2010            | середня            | член Політичної партії «Сильна Україна»       | тимчасово не працює                                       |
| Соціалістична партія України                            |                                 |                       |                    |                                               |                                                           |
| 3                                                       | Михайлюк Тетяна Никоноріна      | 01.11.2010            | середня спеціальна | член Соціалістичної партії України            | бібліотека, бібліотекар                                   |
| 4                                                       | Популяхова Світлана Миколаївна  | 01.11.2010            | середня спеціальна | член Соціалістичної партії України            | Світлодолинський фельдшерський пункт, завідувачка         |
| Самовисування                                           |                                 |                       |                    |                                               |                                                           |
| 8                                                       | Терзіогло Олександр Миколайович | 01.11.2010            | середня спеціальна | позапартійний                                 | тимчасово не працює                                       |
| 9                                                       | Прокопейчук Тетяна Василівна    | 01.11.2010            | вища               | член Політичної партії «Наша Україна»         | Світлодолинська загальноосвітня школа І-ІІІ ст., директор |
| 10                                                      | Прокопейчук Ігор Васильович     | 01.11.2010            | середня            | член Політичної партії «Наша Україна»         | фермерське господарство, голова                           |